# Sambhu Saha
Sambhu Saha (1º novembre 1925) è un ex pallanuotista ed ex nuotatore indiano, che ha partecipato alle olimpiadi del 1952.
Nel torneo olimpico, ha gareggiato nella pallanuoto.
Ai Giochi asiatici, ha partecipato come nuotatore, vincendo 1 bronzo nella Staffetta 4x100 sl, nell'edizione del 1951.